# MG 9
Das MG 9 war eine prototypische Entwicklung für ein Maschinengewehr mit Fremdantrieb für die Bundeswehr zur Ausstattung der „Fernbedienbaren Leichten Waffenstation“ (FLW) für Landfahrzeuge der Bundeswehr. Das Projekt wurde aus technischen und wirtschaftlichen Gründen 2018 eingestellt.

## Entwicklungsziele
Ziel war die Konstruktion eines fernbedienbaren MGs zur Ausstattung von Landfahrzeugen der Bundeswehr auf den seinerzeit in Entwicklung befindlichen „Fernbedienbaren Leichten Waffenstationen“ FLW. Die Durchschlagsleistung sollte der russischen Patrone 14,5 × 114 mm entsprechen. Verzugslos sollten zwei Munitionssorten ausgewählt und verschossen werden.
Im Einsatz sollte die Waffe
- zu Einzelfeuer,
- Dauerfeuer und
- Salvenfeuer (abgezählte Einzelschüsse in schneller Folge) genutzt werden.

Auch der Einsatz im Sniper-Mode, dem Präzisionsschuss auf große Entfernung, war vorgesehen. Die Waffe sollte lafettiert wie auch im abgesessenen Einsatz eingesetzt werden. Dazu sollte die Waffe mit Akku-Packs ausgestattet werden. Mit dem Konzept sollte das veraltete Browning M2HB ersetzt werden.

## Technisches Konzept
In der Erstellung des Konzepts wurde das Prinzip eines Verschlussladers mit kurzem Rohrrücklauf und einer starren Verriegelung mit Drehverschluss ausgewählt. Der Antrieb erfolgte durch einen Elektromotor. Die Munitionszuführung erfolgte von links und rechts aus zwei getrennten Metallzerfallgurten.
Als Munition sollten 12,7 X 99 mm NATO-Patronen des Typs
- Standard-Vollmantel,
- APDS-Patrone und
- PELE (Penetrator mit erhöhtem Lateral-Effekt)

verwendet werden.

## Umsetzung
Das ehrgeizige Konzept stellte hohe Anforderungen in der Entwicklung, mussten doch alle Komponenten neu entwickelt und die Waffe an
bestehende Systeme angepasst werden. Dieses führte zu häufigen Änderungen und Nachsteuerungsbedarf. So mussten während der Entwicklung
zwei Konstruktionsstände verworfen und die Projektierung neu angegangen werden.
Besondere Anforderungen stellte u. a.
- die Anpassung an die Lafette,
- die Munitionszu- und -abfuhr,
- die Einhaltung der Außenmaße sowie
- die Digitalisierung, Ansteuerung und Anpassung an DV-Schnittstellen dar.

Im Jahr 2018 wurde das Projekt aus technischen und wirtschaftlichen Gründen beendet.
Bis zum Projektende entstanden insgesamt drei vollwertige Systemdemonstratoren, zwei werden in der Wehrtechnischen Studiensammlung Koblenz ausgestellt.
Ein Dritter verblieb beim Hersteller.